# Histoire et civilisation du livre
Histoire et civilisation du livre. Revue internationale est une revue française consacrée à l'histoire du livre fondée en 2005.  

## Histoire
La revue a été fondée en 2005 à l'initiative de Frédéric Barbier, qui assumait jusqu'alors la charge de rédacteur en chef de la Revue française d'histoire du livre. 
Son titre reprend celui donné à la chaire d'enseignement de Henri-Jean Martin à l'Ecole pratique des Hautes études, qui fut aussi celui d'une collection (dirigée par Martin) de publications scientifiques de la librairie Droz.   
La revue est publiée par les éditions Droz. A sa création, le secrétariat est assuré par Dominique Varry, professeur d'histoire du livre à l'ENSSIB, et le comité scientifique accueille quelques-unes des figures les plus en vue de la discipline en France : Roger Chartier, Claude Jolly, Henri-Jean Martin, Jean-Yves Mollier et Daniel Roche.  
La revue paraît au rythme d'un numéro par an. Elle se distingue, dans le paysage des revues francophones d'histoire du livre, par ses dossiers thématiques. 
En 2015, Yann Sordet succède à Frédéric Barbier à la charge de rédacteur en chef. 
Le fonctionnement est assuré par un comité de rédaction qui comprend une quinzaine d'universitaires ou de bibliothécaires.
Depuis 2020, la revue dispose d'une version accessible en ligne.